# Samantha Henry-Robinson
Samantha Henry-Robinson (Jamaica, 25 de septiembre de 1988) es una atleta jamaicana, especializada en la prueba de 4 x 100 m en la que llegó a ser subcampeona olímpica en 2012.

## Carrera deportiva
En los JJ. OO. de Londres 2012 ganó la medalla de plata en los relevos 4 x 100 metros, con un tiempo de 41.41 segundos, tras Estados Unidos y por delante de Ucrania, siendo sus compañeras de equipo: Shelly-Ann Fraser-Pryce, Sherone Simpson, Veronica Campbell-Brown y Kerron Stewart.